# 1142 Aetolia
Az 1142 Aetolia (ideiglenes jelöléssel 1930 BC) a Naprendszer kisbolygóövében található aszteroida. Karl Wilhelm Reinmuth fedezte fel 1930. január 24-én, Heidelbergben.